# العرين بحري
قرية العرين بحري هي إحدى القرى التابعة لمركز ملوى بمحافظة المنيا في جمهورية مصر العربية. حسب إحصاءات سنة 2006، بلغ إجمالي السكان في العرين بحري 5378 نسمة، منهم 2796 رجلا و2582 امرأة.